# 洛桑托斯德迈莫纳
洛桑托斯德迈莫纳，是西班牙埃斯特雷马杜拉巴达霍斯省的一个市镇。总面积109平方公里，总人口7931人（2001年），人口密度73人/平方公里。